# Refuge del Pla de les Pedres
Le refuge del Pla de les Pedres est un refuge d'Andorre situé dans la paroisse d'Encamp à une altitude de 2 150 m.

## Randonnée

Carte des principaux chemins de randonnée et refuges d'Andorre.

Inauguré en 1991 et propriété du Govern d'Andorra, le refuge est non gardé et ouvert toute l'année. Il possède une capacité d'accueil de 6 personnes,,.
Il se trouve sur le trajet du GRP, un sentier de randonnée formant une boucle de 120 km au travers de l'Andorre.
Le refuge se trouve près des Bordes d'Envalira. Il est longé par le riu de les Salanelles.

## Toponymie
Un pla désigne en catalan et de fait dans la toponymie andorrane une surface peu pentue. Ce terme est issu du latin planus. Pedres est la forme plurielle de pedra qui signifie « pierre » en catalan. Pedra est issu du latin petra.